# Манчев, Атанас

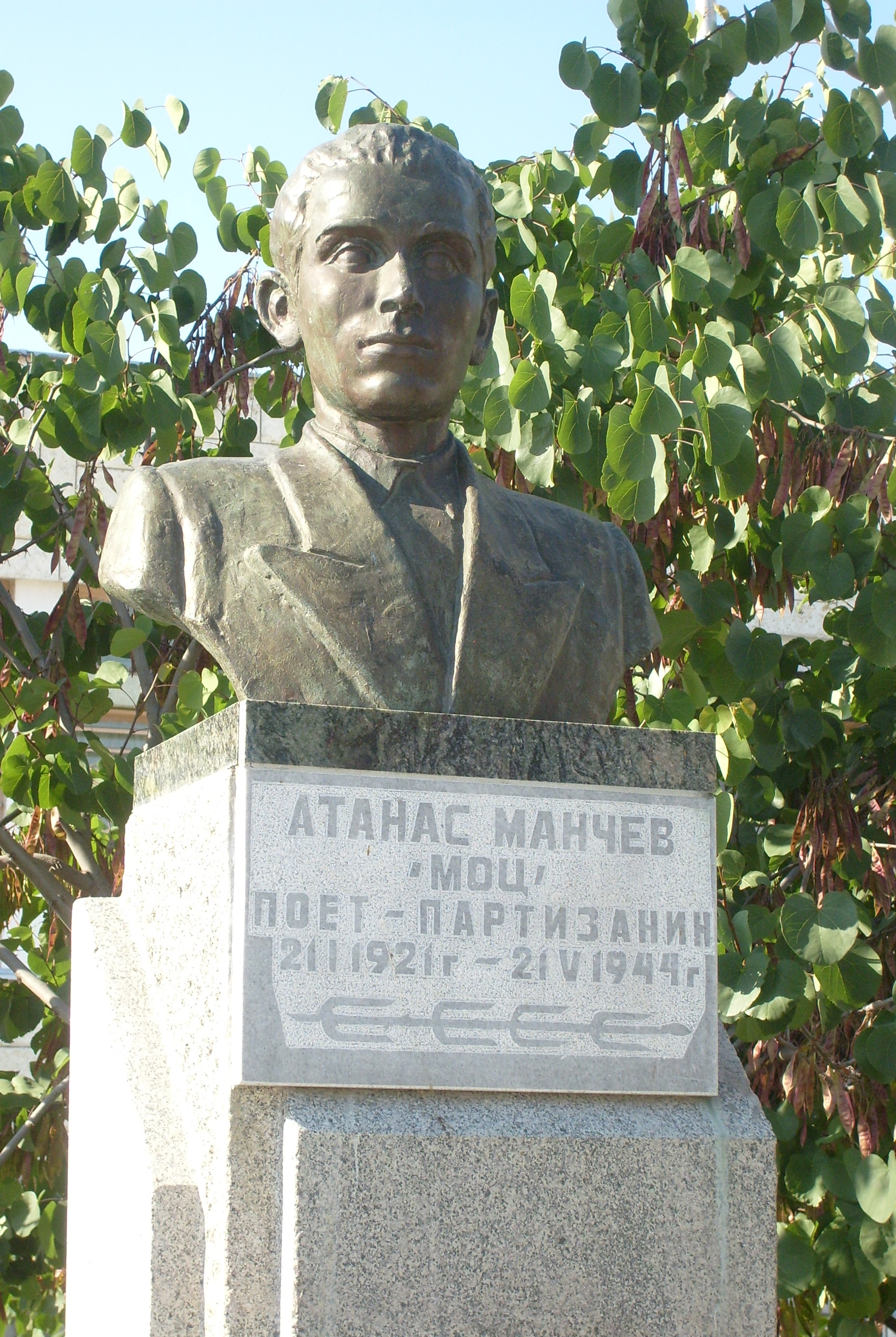
Бюст Атанаса Манчева

Атанас Иванов Манчев (литературный псевдоним — Моц) (28 января 1921, Каблешково (ныне Бургасской области Болгария) — 21 мая 1944, Айтос, Болгария) — болгарский поэт и публицист. Антифашист, участник партизанского движения во время Второй мировой войны.

## Биография
После окончания гимназии в Бургасе, в 1940 поступил в Софийский университет, где изучал славянскую филологию, участвовал в постановках любительского театра, писал стихи.
Дебютировал, ещё будучи студентом. Самое известное его стихотворение «Повеля на времето».
Во время Второй мировой войны участвовал в коммунистическом движении сопротивления. Весной 1941 года по поручению ЦК болгарской компартии, оставил учёбу в университете, преследовался полицией и был вынужден перейти на нелегальное положение, затем покинул Софию и отправился в Бургас для работы в Региональном комитете комсомола. Позже, в 1942 вступил в партизанский отряд «Народен юмрук». Позже —политический комиссар отряда «Васил Левски».
Погиб в бою с полицией и силами жандармерии 21 мая 1944 года. Отстреливался до конца, покончив с собой последней пулей.

## Память
В Болгарии его именем названы улицы в Софии и других городах, общественный центр, фольклорный ансамбль, в Бургасе открыт литературно-мемориальный музей Атанаса Манчева, а в Каблешково его именем назван читальный зал местной библиотеки.